# 武藤潤 (実業家)
武藤 潤（むとう じゅん、1959年8月20日 - ）は、日本の実業家。東燃ゼネラル石油代表取締役社長、JXTGホールディングス（現ENEOSホールディングス）代表取締役副社長を経て、鹿島石油代表取締役社長。（2025年3月31日鹿島石油社長退任）石油学会会長や石油連盟副会長も務めた。

## 人物・経歴
栃木県鹿沼市出身。栃木県立宇都宮高等学校を経て、1982年横浜国立大学工学部金属工学科卒業後、ゼネラル石油（現ENEOS）入社。2004年取締役。2006年常務。2012年から代表取締役社長を務め、石油需要減少が続く中、2017年には株式交換による東燃ゼネラルとJXエネルギーの合併を行い、合併後のJXTGホールディングスで代表取締役副社長に就任した。この間、2016年から2018年まで第27期石油学会会長。石油連盟副会長も務めた。2020年JXTGホールディングス代表取締役副社長を退任し、2020年6月26日、鹿島石油代表取締役社長就任。
2025年3月31日鹿島石油代表取締役社長退任。 1993（平成 5）年 慶應義塾大学大学院 経営管理研究科修了。